# 弗兰瓦勒
弗兰瓦勒（法語：Flainval，法語發音：[flɛ̃val]）是法国默尔特-摩泽尔省的一个市镇，位于该省东南部，属于吕内维尔区。

## 地理
弗兰瓦勒（48°37'8"N, 6°23'56"E）面积3.61 平方千米，位于法国大東部大區默尔特-摩泽尔省，该省份为法国东北部内陆省份，是洛林的一部分，北邻比利时、卢森堡，北起顺时针与摩泽尔省、下莱茵省、孚日省和默兹省接壤。
与弗兰瓦勒接壤的市镇（或旧市镇、城区）包括：昂特吕、克雷维克、默尔特河畔栋巴勒、于迪维莱、索梅尔维莱。

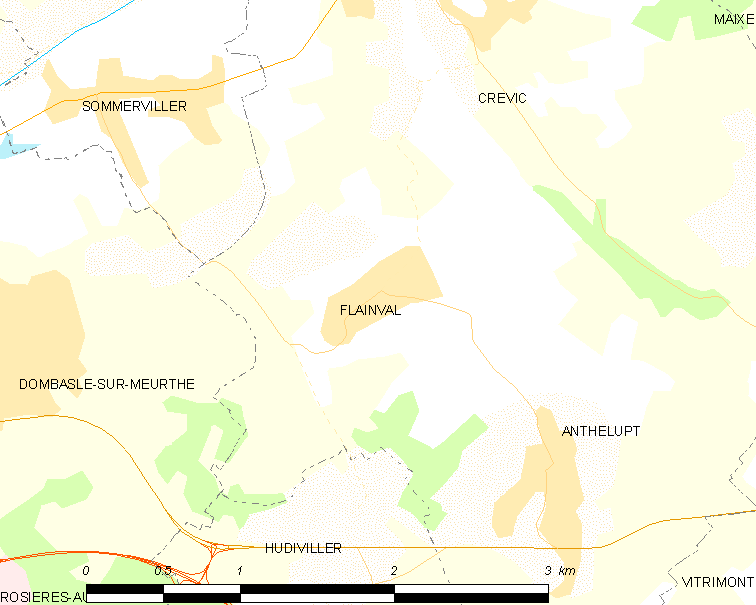
弗兰瓦勒的OSM定位图

弗兰瓦勒的时区为UTC+01:00、UTC+02:00（夏令时）。

## 行政
弗兰瓦勒的邮政编码为54110，INSEE市镇编码为54195。

## 政治
弗兰瓦勒所属的省级选区为吕内维尔第一县。

## 人口

1962-2008年间弗兰瓦勒人口变化图示

弗兰瓦勒于2022年1月1日时的人口数量为161人。